# Matthias Pröfrock

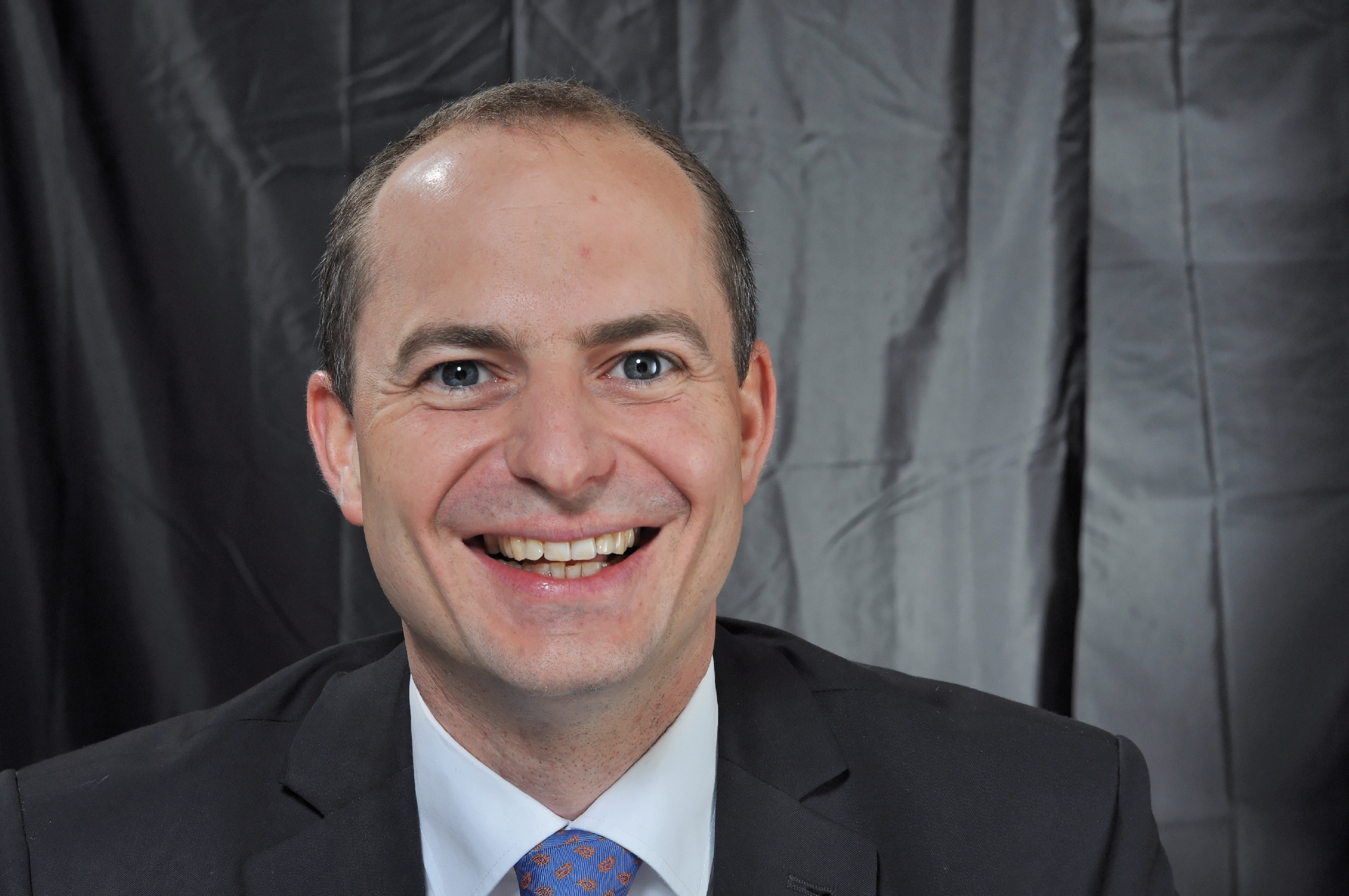
Matthias Pröfrock 2013

Matthias Christoph Pröfrock (* 14. Mai 1977 in Düren / Nordrhein-Westfalen) ist ein deutscher Jurist und Politiker in der baden-württembergischen CDU.

## Leben

### Ausbildung, Wehrdienst
Matthias Pröfrock bestand 1996 die Reifeprüfung am Albertus-Magnus-Gymnasium Stuttgart und leistete anschließend den Grundwehrdienst ab. Bei der Bundeswehr wurde er zwischenzeitlich zum Major der Reserve befördert. Von 1998 bis 2003 studierte er Rechtswissenschaften in Tübingen und legte die Erste Staatsprüfung ab, nach dem Referendariat die Zweite Staatsprüfung im Jahr 2005. Pröfrock wurde 2007 an der Juristischen Fakultät in Tübingen promoviert. Das Thema lautete „Energieversorgungssicherheit im Recht der Europäischen Union / Europäischen Gemeinschaften“.  Im April 2011 berichteten Medien über Plagiatsvorwürfe bezüglich der Doktorarbeit. Am 6. Juli 2011 entzog die Eberhard Karls Universität Tübingen Matthias Pröfrock den Doktorgrad.

### Politische Tätigkeiten

#### Junge Union
Seit 1991 war Pröfrock Mitglied der Jungen Union (JU). Von 1994 bis 1996 war er Jugendgemeinderat in Waiblingen, von 1995 bis 1996 Vorsitzender der Schüler Union und von 1995 bis 2002 Mitglied im Landesvorstand der Jungen Union Baden-Württemberg. Von 1996 bis 1997 stand er als Kreisvorsitzender der JU Rems-Murr vor und schließlich war er von 2002 bis 2004 Mitglied im Bundesvorstand der JU Deutschlands.

#### Berufliche Tätigkeiten
Matthias Pröfrock war im politischen Raum in verschiedenen Funktionen beruflich tätig:
- 2003 bis 2007 parlamentarischer Assistent der Europaabgeordneten Rainer Wieland und Kurt Joachim Lauk
- 2008 bis 2010 persönlicher Referent von Günther H. Oettinger, dem damaligen Ministerpräsidenten von Baden-Württemberg
- 2010 bis 2011 Bundesratsreferent im Stab des baden-württembergischen Innenministers Heribert Rech MdL
- seit 2012 zugelassen als Rechtsanwalt

Seit seinem Ausscheiden aus dem Landtag 2016 ist Pröfrock in CDU-geführten Landesministerien angestellt. Von 2016 bis 2018 war er Leiter Abteilungskoordination im
Ministerium für Inneres, Digitalisierung und Migration Baden-Württemberg. Seit 2018 ist er dort Referatsleiter Digitalisierungsstrategie und Cybersicherheit.

#### CDU
Mitglied der CDU ist Matthias Pröfrock seit 1995. Von 2002 bis 2010 war er Pressesprecher der CDU Rems-Murr. Seit 2007 hat Pröfrock den Vorsitz der CDU Region Stuttgart inne, seit 2010 ist er Vorsitzender der CDU Korb. Von 2010 bis 2013 war er stellvertretender Vorsitzender der CDU Rems-Murr. 
Am 19. März 2010 wurde Pröfrock bei der Nominierungsversammlung der CDU in Winnenden im dritten Wahlgang als Erstkandidat für den Landtagswahlkreis Waiblingen mit 56,1 % der Stimmen gewählt. Neben seiner Abgeordnetentätigkeit ist Pröfrock seit 2007 Koordinator der Kreisverbände der CDU in der Region Stuttgart. Von 1999 bis 2009 und seit 2013 ist Pröfrock Mitglied der Regionalversammlung im Verband Region Stuttgart. Weiter ist Pröfrock seit Mai 2014 Mitglied der Initiative CDU 2017.

##### Engagement für das nächtliche Nahverkehrsangebot im Großraum Stuttgart
Seit seiner ersten Wahl in die Regionalversammlung im Verband Region Stuttgart im Jahr 1999 setzt sich Pröfrock für die Weiterentwicklung des öffentlichen Personennahverkehrs ein. An dem im Jahr 2000 gestartete Nachtbussystem und den Umstieg vom Nachtbus auf die Nacht S-Bahn war Pröfrock maßgeblich beteiligt. „Zu einem international geprägten Ballungsraum gehören diese Angebote einfach dazu“, begründet Pröfrock sein Engagement für den nächtlichen öffentlichen Nahverkehr im Großraum Stuttgart.

### Abgeordneter im Landtag Baden-Württemberg (2011 bis 2016)
Bei der Landtagswahl in Baden-Württemberg 2011 erreichte Matthias Pröfrock im Landtagswahlkreis Waiblingen 36,8 % der Stimmen und damit das Erstmandat. Als Landtagsabgeordneter war er Mitglied im Innenausschuss und im Petitionsausschuss des baden-württembergischen Landtages. In sieben weiteren Ausschüssen vertrat er jeweils ein Mitglied als ständiger Stellvertreter. Nachdem er bei der parteiinternen Aufstellungsabstimmung am 6. Februar 2015 Siegfried Lorek aus Winnenden unterlag, und dieser damit Kandidat für die Landtagswahl 2016 wurde, gehörte Pröfrock dem neuen Stuttgarter Landtag ab 12. Mai 2016 nicht mehr an.

#### NSU-Untersuchungsausschuss
Seit der Einsetzung des NSU-Untersuchungsausschusses am 5. November 2014 war Pröfrock als Obmann der CDU in dem Ausschuss tätig. Zuvor war er Obmann der CDU in der am 30. April 2014 eingesetzten Enquetekommission „Konsequenzen aus der Mordserie des Nationalsozialistischen Untergrunds (NSU) / Entwicklung des Rechtsextremismus in Baden-Württemberg – Handlungsempfehlungen für den Landtag und die Zivilgesellschaft“  des baden-württembergischen Landtags, die in Folge der Gutachtenaffäre ihre Arbeit bis zum Abschluss des am 5. November 2014 eingesetzten NSU-Untersuchungsausschusses ruhen lässt. Der Untersuchungsausschuss beschäftigte sich mit der Aufarbeitung der Kontakte und Aktivitäten des Nationalsozialistischen Untergrunds (NSU) in Baden-Württemberg und den Umständen der Ermordung der Polizeibeamtin Michèle Kiesewetter in Heilbronn. Pröfrock warb im Untersuchungsausschuss für „seriöse Aufklärung und größtmögliche Transparenz.“

#### Rolle Pröfrocks in der Gutachtenaffäre der NSU-Enquetekommission
Seit 5. November 2014 ruhte die Arbeit der NSU-Enquetekommission im baden-württembergischen Landtag bis zum Abschluss des ebenfalls am 5. November 2014 eingesetzten NSU-Untersuchungsausschusses in Folge einer Gutachtenaffäre. Der Grünen-Politiker und Enquetekommissionsvorsitzende Willi Halder hatte dem Gremium ein Gutachten der Landtagsverwaltung zur Klärung der Frage- und Auskunftsrechte der Kommission vorenthalten und dieses unerlaubt dem Grünen-Politiker Daniel Lede-Abal und dem Grünen-Parlamentsgeschäftsführer Hans-Ulrich Sckerl sowie einem Fraktionsmitarbeiter weitergeleitet. Pröfrock warf Sckerl daraufhin öffentlich vor, Änderungen an dem Gutachten vorgenommen zu haben. „Es liegt auf der Hand, dass Sckerl Einfluss auf die Veränderungen genommen hat,“ so Pröfrock in der Südwest Presse. Pröfrock forderte in den Medien ausdrücklich die Aufklärung Sckerls Rolle in der Affäre und den Rückzug Lede-Abdals aus der Enquete-Kommission. „Wir können uns unter diesen Umständen eine weitere Zusammenarbeit mit Herrn Lede-Abal in der Obleute-Runde nicht vorstellen. Sein Rückzug aus der Enquetekommission ist unumgänglich, wenn die Kommission zur Sacharbeit zurückkehren können soll“, fordert Pröfrock. Schließlich zog sich die CDU aus ihrer Arbeit in der Enquetekommission ganz zurück: „Ein Vorsitzender einer Enquetekommission muss neutral sein. Wenn nicht aufgeklärt wird, ob das Gutachten von grüner Seite und möglicherweise auch vom Abgeordneten Ulrich Sckerl manipuliert worden ist, werden wir in dem Ausschuss nicht mehr mitarbeiten“, sagte Pröfrock in der FAZ.NET. Ein Neuanfang zur Aufarbeitung des NSU-Komplexes wurde mit der Einsetzung des NSU-Untersuchungsausschusses gemacht, dem Matthias Pröfrock ebenfalls als CDU-Obmann angehört.

### Politische Positionen

#### Polizeireform
Als Mitglied im Innenausschuss stand Pröfrock der Polizeireform in Baden-Württemberg, durch welche aus 37 Polizeidirektionen zwölf Polizeipräsidien geschaffen wurden, kritisch gegenüber: „Ich habe die Dimension dieser Reform von Anfang an in Zweifel gezogen.“ Besonders stört sich Pröfrock an den Präsidiums-Zuschnitten, die er für viel zu groß hält. Gleichzeitig befürchtet er, dass „die Polizeipraktiker dem Zentralisierungsdrang der Politik begegnen, indem sie unter der Hand so gut wie möglich doch wieder dezentrale Strukturen einschmuggeln,“ berichtet Pröfrock der Waiblinger Kreiszeitung. Unter diesen Umständen würde die Reform ihr Ziel verfehlen. Letztlich, so Pröfrock „geht die Polizeireform zu Lasten der Polizeireviere.“

#### Flüchtlings- und Asylpolitik
Matthias Pröfrock war Experte für Asylpolitik der CDU-Fraktion im baden-württembergischen Landtag. Pröfrock machte sich in dieser Funktion für eine Bekämpfung von Asylmissbrauch stark. „Wir wollen denen helfen, die wirklich unsere Hilfe brauchen. Über das Asylrecht alleine können wir die Migrationsherausforderung nicht lösen.“ Gleichzeitig begrüßte er die Erklärung Bosnien-Herzegowinas, Serbiens und Mazedoniens als sichere Herkunftsländer durch die Bundesregierung als „gutes Signal.“ Weiter sprach sich Pröfrock für die Aufstockung von Personal im BAMF aus, um Asylanträge schneller zu einem Abschluss bringen zu können. Dennoch begrüßte Pröfrock die Schaffung der Möglichkeit einer Arbeitserlaubnis für die Dauer des Verfahrens nach Ablauf einer dreimonatigen Frist. „Niemand sollte auf Staatskosten leben müssen, der viel lieber arbeiten und für seinen Unterhalt selbst sorgen will“, so Pröfrock in einer Plenarrede vor dem baden-württembergischen Landtag am 10. April 2014.

### Aberkennung des Doktorgrades
Nach der Plagiatsaffäre Guttenberg untersuchte das Wiki „VroniPlag Wiki“, entsprechend dem Vorbild von GuttenPlag Wiki, mehrere Doktorarbeiten nach Plagiaten. Auch die Dissertation von Matthias Pröfrock wurde dabei begutachtet. Den Angaben von VroniPlag zufolge hat Pröfrock auf mehr als 50 % der Seiten plagiiert. Ebenfalls wurden Passagen ohne Kenntlichmachung aus der Wikipedia kopiert. Es handele sich laut VroniPlag um „gravierende Verstöße gegen das Urheberrecht und die Grundsätze wissenschaftlichen Arbeitens“. Nachdem bereits ein Viertel der Seiten mit Plagiatsfunden dokumentiert war und die Hochschulkommission der Universität Tübingen verständigt worden war, sprach Pröfrock von „vereinzelt nicht korrekt zitierte[n] Textpassagen“ und hat nach eigenen Aussagen daraufhin die Dekanin der Juristischen Fakultät der Universität Tübingen sowie seinen Doktorvater informiert. Pröfrock führte in der Folge keinen Doktorgrad mehr. Am 6. Juli 2011 gab der Promotionsausschuss der Universität Tübingen bekannt, dass Pröfrock der Doktorgrad entzogen worden sei. Pröfrock habe „in nicht unerheblichem Maße fremde Texte wörtlich [übernommen], ohne dass dies kenntlich gemacht wurde“. Ein Ermittlungsverfahren von Seiten der Staatsanwaltschaft Tübingen wegen übernommener Textteile wurde bei einer Zahlung von 4000 Euro eingestellt.

## Privates
Pröfrock hat zwei Söhne. Er ist römisch-katholisch und lebt in Korb (Württemberg).